# Перетто, Дельфина
Дельфи́на Перетто́ (фр. Delphyne Peretto; 9 февраля 1982, Альбервиль, Рона-Альпы) — французская биатлонистка. Во взрослых соревнованиях участвовала с 2004 года. По окончании сезона 2007/08 приняла решение о завершении спортивной карьеры, перейдя на тренерскую работу.
Обладательница бронзовой медали ЗОИ 2006 года в эстафетной гонке и двух медалей чемпионатов мира также в эстафетах. Лучшее личное достижение — 8-е место в индивидуальной гонке в сезоне 2007/08 на этапе в словенской Поклюке.

## Завершила карьеру.
По окончании сезона 2007/08 годов.

## Кубок мира
- 2004/05 — 34-е место (155 очков)
- 2005/06 — 48-е место (50 очков)
- 2006/07 — 36-е место (120 очков)
- 2007/08 — 38-е место (113 очков)